# Hervé Icovic
Hervé Icovic est un directeur artistique, metteur en scène, acteur et chef d'entreprise français, né le 16 mai 1953 à Nancy.

## Biographie
Après avoir obtenu un premier prix au Conservatoire national de région de Nancy, Hervé Icovic se rend à Paris pour commencer une carrière d'acteur. Il joue au théâtre et fait quelques apparitions au cinéma et à la télévision.
Au début des années 1980, il découvre le doublage, d'abord comme comédien puis passe très vite à la direction artistique,.
En 1991, il fonde sa propre société de doublage, Alter Ego qui devient rapidement une société de référence,.
En 2000, il est conseiller artistique de Michael Haneke sur le tournage de Code inconnu avec Juliette Binoche et réalise un court métrage Fleur à la bouche d'après Pirandello avec Muriel Mayette et Odile Cohen.
En 2001 il met en scène Thibault de Montalembert dans la pièce Hamlet extraite des Moralités légendaires de Jules Laforgue, au festival d'Avignon, puis à la maison de la Poésie à Paris,.
Le magazine Première le surnomme dans un article « l'Homme à la plus belle filmographie du monde en VF » et après avoir réalisé les versions française de neuf films ayant obtenu la Palme d'or du Festival de Cannes, Le Nouvel Observateur titre dans un article « Hervé Icovic : "Palme d'or de la VF" » .
En 2012, il est membre du jury de la Caméra d'or lors du festival de Cannes.
En mars 2014, il est invité, comme directeur artistique, à l'école alsacienne, qui a organisé un évènement nommé la « Semaine du cinéma », consacré au doublage et la postsynchronisation.
En février 2015, il crée une nouvelle société de doublage Deluxe By Hervé Icovic,,. À la suite de la perte de son studio, et par la fermeture de sa société précédente Alter Ego, il loue désormais un de ceux de Deluxe Média Paris quand il doit diriger une production.
En mars de la même année, il reçoit les insignes de chevalier de l'ordre du Mérite des mains d'Isabelle Huppert.[réf. nécessaire]
Hervé Icovic est intervenant au conservatoire national supérieur d'art dramatique. Il est marié à Bernadette Icovic et tous deux ont trois enfants, Alexandre, Aurélien et Antonin Icovic.
Bien que les doublages dirigés par Hervé Icovic aient reçu un accueil favorable de la part d'une partie de la critique et du milieu culturel parisien, certains internautes ont exprimé des réserves sur le réseau social X,, en mettant en cause la qualité de certaines versions françaises auxquelles il a participé en tant que directeur artistique. Hervé Icovic revendique une approche différente, consistant notamment à ne pas faire systématiquement appel aux comédiens de doublage habituels, dans le but de "casser les codes". Le vidéaste MisterFox a, de son côté, souligné à plusieurs reprises des points techniques perfectibles dans certaines de ces productions, tels que la synchronisation, le montage, le mixage, ainsi qu'une direction d’acteurs qu’il juge discutable. À propos du doublage du film Anora, Palme d’or 2024, également dirigé par Hervé Icovic, certains spectateurs ont évoqué une impression de jeu peu incarné et un mixage sonore faible, faisant penser à une possible utilisation d’intelligence artificielle tant l'interprétation était jugée  robotique,. Alors qu'il s'agissait d'une véritable performance "humaine".

## Théâtre

### Metteur en scène
- 1994 : Portraits de femme en bleu de Céline Monsarrat, Espace Kiron
- 2001 : Hamlet de Jules Laforgue, Festival d'Avignon et à la Maison de la Poésie (Paris)
- 2019 : Localement agité d'Arnaud Bedouët, Théâtre de Paris, salle Réjane

## Filmographie

### Cinéma
- 1982 : Qu'est-ce qu'on attend pour être heureux ! de Coline Serreau
- 2015 : L'Antiquaire de François Margolin : Goldman

### Télévision
- 1978 : Au théâtre ce soir : Le Locataire du troisième sur la cour de Jerome K. Jerome, mise en scène par André Villiers, réalisation de Pierre Sabbagh, Théâtre Marigny : Christophe Penny
- 1980 : Fantômas : le vendeur de journaux (épisode L'Étreinte du diable)
- 1980 : Arsène Lupin joue et perd (épisode 6)
- 1980 : La Petite valise de Roger Dallier : Nicolas (téléfilm)
- 1981 : L'Atelier de Jacques Robin : le deuxième presseur (téléfilm)
- 1981 : Cinq-Mars de Jean-Claude Brialy : Auguste (série télévisée)
- 1986 : La Méthode rose de Claude de Givray (téléfilm)

### Doublage

#### Films
- Tim Robbins dans :
  - Le Grand Saut (1994) : Norville Barnes (1er doublage)
  - Prêt-à-porter (1994) : Joe Flynn
- 1993 : État second : le portier (Michael Ching), un employé ( ? ) et l'homme en bleu ( ? )
- 1996 : Fargo : Reilly Diffenbach (Warren Keith) (voix)
- 2009 : A Serious Man : Larry Gopnik (Michael Stuhlbarg)
- 2015 : Ex machina : Jay, le pilote d'hélicoptère (Corey Johnson)

#### Film d'animation
- 2015 : Les Minions : Fabrice

## Direction artistique
Sources : Doublage Séries Database, AlloDoublage et Voxofilm

### Alter-Ego
Films
- 1966[25] : Le Bon, la Brute et le Truand
- 1969[26] : Au service secret de Sa Majesté
- 1991 : Faute de preuves (en)
- 1992 : Dracula
- 1993 : La Firme
- 1993 : État second
- 1994 : Léon
- 1994 : Prêt-à-porter
- 1994 : La Jeune Fille et la Mort
- 1994 : Priscilla, folle du désert
- 1994 : Ed Wood
- 1994 : Quiz Show
- 1994 : Le Grand Saut
- 1995 : Waterworld
- 1995 : L'Amour à tout prix
- 1995 : French Kiss
- 1995 : Usual Suspects
- 1995 : Othello
- 1995 : Sabrina
- 1995 : La Dernière Marche
- 1996 : Décroche les étoiles
- 1996 : Fargo
- 1996 : Trainspotting
- 1996 : Breaking the Waves
- 1996 : Petits mensonges entre frères
- 1996 : Striptease
- 1996 : Le Roi des aulnes
- 1996 : Roméo + Juliette
- 1996 : Simples Secrets
- 1996 : Sleepers
- 1996 : La Nuit des rois
- 1996 : Hamlet
- 1997 : Le Cinquième Élément
- 1997 : Jackie Brown
- 1997 : Une vie moins ordinaire
- 1997 : Pour le pire et pour le meilleur
- 1997 : The Brave
- 1997 : Pour l'amour de Roseanna
- 1997 : Le Chacal
- 1997 : Ice Storm
- 1997 : The Game
- 1998 : De grandes espérances
- 1998 : The Big Lebowski
- 1998 : Shakespeare in Love
- 1998 : The Gingerbread Man
- 1998 : Une vraie blonde (avec François Dunoyer)
- 1998 : Les Idiots
- 1999 : Coup de foudre à Notting Hill
- 1999 : L'Œuvre de Dieu, la part du Diable
- 1999 : Jeanne d'Arc
- 1999 : Ghost Dog : La Voie du samouraï
- 2000 : O'Brother
- 2000 : Cecil B. Demented
- 2000 : Le Grinch
- 2000 : Ce que veulent les femmes
- 2000 : Memento
- 2001 : Les Visiteurs en Amérique (avec François Dunoyer)
- 2001 : Ali
- 2001 : Bandits
- 2001 : Mulholland Drive
- 2001 : Le Journal de Bridget Jones
- 2001 : Le Baiser mortel du dragon
- 2001 : The Barber
- 2002 : L'Enfant au violon
- 2002 : Chicago
- 2002 : Frida
- 2002 : Punch-Drunk Love
- 2002 : Apartment #5C
- 2002 : Nous étions soldats
- 2002 : Le Transporteur
- 2002 : Full Frontal
- 2003 : Kill Bill : Volume 1
- 2003 : Big Fish
- 2003 : Retour à Cold Mountain
- 2003 : Happy End
- 2003 : Confessions d'un homme dangereux
- 2003 : Self Control
- 2003 : Gothika
- 2003 : La Couleur du mensonge
- 2004 : Kill Bill : Volume 2
- 2004 : Neverland
- 2004 : New York Taxi
- 2004 : The Assassination of Richard Nixon
- 2004 : Aviator
- 2004 : Ella au pays enchanté
- 2004 : Bridget Jones : L'Âge de raison
- 2005 : Oliver Twist
- 2005 : Une vie inachevée
- 2005 : Mon nom est Tsotsi
- 2005 : Le Transporteur 2
- 2005 : Man to Man
- 2005 : Danny the Dog
- 2005 : Mémoires d'une geisha
- 2005 : Le Secret de Brokeback Mountain
- 2005 : Trois enterrements
- 2006 : Le vent se lève
- 2006 : The Fountain
- 2006 : Les Infiltrés
- 2006 : Arthur et les Minimoys
- 2007 : August Rush
- 2007 : The Mist
- 2007 : Chambre 1408
- 2007 : I'm Not There
- 2007 : 3 h 10 pour Yuma
- 2007 : Paranoid Park
- 2007 : Halloween
- 2008 : Zack et Miri font un porno
- 2008 : Super Héros Movie
- 2008 : Burn After Reading
- 2008 : Le Transporteur 3
- 2008 : Et après
- 2009 : Inglourious Basterds
- 2009 : Tetro
- 2009 : Toy Boy
- 2009 : A Serious Man
- 2009 : Hôtel Woodstock
- 2009 : The Limits of Control
- 2009 : Mr Nobody
- 2009 : Arthur et la Vengeance de Maltazard
- 2010 : Fair Game
- 2010 : Last Night
- 2010 : Tamara Drewe
- 2010 : Robin des Bois
- 2010 : The Ghost Writer
- 2010 : Le Discours d'un roi
- 2011 : Carnage
- 2011 : The Deep Blue Sea
- 2011 : Les Révoltés de l'île du Diable
- 2011 : Oslo, 31 août (assisté d'Ouahiba Djema)
- 2012 : Blanche-Neige et le Chasseur
- 2012 : Bel-Ami
- 2012 : Au-delà des collines
- 2012 : Les Saphirs
- 2012 : 360
- 2012 : Confession d'un enfant du siècle
- 2012 : Reality
- 2012 : Love Is All You Need
- 2012 : Shadow Dancer
- 2012 : Venir au monde
- 2012 : Week-end royal
- 2012 : No
- 2012 : Hannah Arendt
- 2012 : Mystery
- 2012 : La Part des anges
- 2013 : Inside Llewyn Davis
- 2013 : Perfect Mothers
- 2013 : The Grandmaster
- 2013 : Il était temps
- 2013 : Diana
- 2013 : Blood Ties
- 2013 : The Immigrant
- 2013 : Tel père, tel fils
- 2013 : Nymphomaniac
- 2013 : Homefront
- 2013 : Ida
- 2013 : Un été à Osage County
- 2013 : Her
- 2013 : Nebraska
- 2013 : Jimmy P. (Psychothérapie d'un Indien des Plaines)
- 2013 : Les Enquêtes du département V : Miséricorde
- 2014 : 99 Homes
- 2014 : Daddy Cool
- 2014 : Only Lovers Left Alive
- 2014 : Grace de Monaco
- 2014 : Welcome to New York
- 2014 : Mister Babadook
- 2014 : Jimmy's Hall
- 2014 : Le Rôle de ma vie
- 2014 : Paradise Lost
- 2015 : Suite française
- 2015 : Ex machina
- 2015 : The Voices
- 2015 : Youth

Films d'animation
- 2010 : Moi, moche et méchant
- 2012 : Le Lorax
- 2013 : Moi, moche et méchant 2
- 2014 : Les Boxtrolls
- 2015 : Le Garçon et la Bête

Série télévisée
- 2002 :Les experts : Miami (saison 9 et 10)
- 2006 : Heroes
- 2013 : Jo

Téléfilm
- 2003 : Hitler : La Naissance du mal

### Deluxe / By Hervé Icovic
Films
- 2015 : Everly
- 2015 : Tale of Tales
- 2015 : Carol
- 2015 : Notre petite sœur
- 2015 : Back Home (assisté d'Ouahiba Djema)
- 2016 : Personal Shopper
- 2016 : Nocturnal Animals
- 2016 : Baccalauréat
- 2016 : Le Chasseur et la Reine des glaces
- 2016 : Jackie
- 2016 : Fais de beaux rêves (assisté d'Ouahiba Djema)
- 2017 : Churchill
- 2017 : HHhH
- 2017 : L'Échappée belle
- 2017 : Le Caire confidentiel
- 2018 : In the Fade
- 2018 : Marie Madeleine
- 2018 : Les Heures sombres
- 2018 : Everybody Knows
- 2018 : Transit (assisté d'Ouahiba Djema)
- 2019 : The Dead Don't Die
- 2019 : Dark Waters (assisté d'Ouahiba Djema)
- 2019 : Adults in the Room
- 2019 : Le Traître
- 2019[27] : La Loi de Téhéran
- 2019 : Sorry We Missed You (assisté d'Ouahiba Djema)
- 2019 : Pinocchio (assisté d'Ouahiba Djema)
- 2019 : The Operative (assisté d'Ouahiba Djema)
- 2020 : 1917
- 2020 : Cuban Network
- 2020 : La Mission
- 2020 : Made in Italy
- 2020 : Ondine (assisté d'Ouahiba Djema)
- 2021 : The Deep House
- 2021 : Stillwater
- 2021 : Flag Day
- 2021 : Et le ciel s'assombrit
- 2021 : Licorice Pizza
- 2021 : Tre piani
- 2022 : Armageddon Time
- 2022 : Tár
- 2022 : Toscana
- 2022 : Sans filtre (assisté d'Ouahiba Djema)
- 2022 : L'immensità (assisté d'Ouahiba Djema)
- 2022 : Caravage
- 2022 : R.M.N. (assisté d'Ouahiba Djema)
- 2023 : L'Enlèvement
- 2023 : The Old Oak
- 2023 : Winter Break
- 2023 : Il reste encore demain
- 2024 : Drive-Away Dolls
- 2024 : Emilia Pérez
- 2024 : Megalopolis
- 2024 : Anora (assisté de Maud Casari)
- 2024 : The Brutalist
- 2025 : Bridget Jones : Folle de lui (assisté de Jade Jonot)

Films d'animation
- 2017 : Moi, moche et méchant 3
- 2018 : Parvana, une enfance en Afghanistan
- 2018 : Miraï, ma petite sœur
- 2020 : Aya et la Sorcière
- 2021 : Belle
- 2023 : Le Garçon et le Héron (assisté de Maud Casari)
- 2023 : Mooned (court métrage)
- 2024 : Moi, moche et méchant 4

Séries télévisées
- 2014 : L'Héritage empoisonné (avec Christèle Wurmser)
- 2015 : Dans l'ombre des Tudors (mini-série, avec Christèle Wurmser)
- 2015 : Le Mystère Enfield (mini-série)
- 2015 : Occupied (saison 1)
- 2017-2018 : Au nom du père
- 2018 : Il miracolo
- 2021 : Dom (saison 1)
- 2021 : Anna (mini-série)